# Buenavista (Arizpe)
Buenavista es un pueblo del municipio de Arizpe ubicado en la región centro norte del estado mexicano de Sonora, en la zona de la Sierra Madre Occidental. El pueblo es la séptima localidad más poblada del municipio, ya que según los datos del Censo de Población y Vivienda realizado en 2010 por el Instituto Nacional de Estadística y Geografía (INEGI), Buenavista cuenta con 62 habitantes.

## Geografía
Véase también: Geografía del Municipio de Arizpe
El pueblo se localiza en las coordenadas geográficas 30°23′47″ de latitud norte y 110°03'35" de longitud oeste del meridiano de Greenwich a una elevación media de 936 metros sobre el nivel del mar, y tiene una superficie habitada de 0.15 kilómetros cuadrados.

## Gobierno
Véase también: Gobierno del Municipio de Arizpe
Buenavista es una de las 72 localidades que conforman al municipio de Arizpe y su sede de gobierno se encuentra en la ciudad de Arizpe, la cual es la cabecera del municipio. Cuyo ayuntamiento está integrado por un presidente municipal, un síndico, 3 regidores de mayoría relativa y 2 de representación proporcional. Debido a su cercanía a la cabecera que es donde se encuentra el palacio municipal, no es necesario que en esta localidad haya un delegado auxiliar designado.